# 皱叶杜鹃
皱叶杜鹃（学名：Rhododendron denudatum），为杜鹃花科杜鹃花属下的一个种。生于海拔2000—3300米的山坡灌木丛中。

## 扩展阅读
維基物種上的相關：皱叶杜鹃